# 에드 맥마흔
에드 맥마흔(Ed McMahon, 1923년 3월 6일 ~ 2009년 6월 23일)은 미국의 배우이다.

## 출연 작품
- 미스터 웜스 - 돈 리클스 프로젝트 (2007)
- 웨더 맨 (2005)
- 그녀는 요술쟁이 (2005)
- 지미 키멜 라이브! (2003)
- 믹시드 브레싱 (1998)
- 저스트 라이트 (1997)
- 더 데일리 쇼 위드 존 스튜어트 (1996)
- 히 스탠드 (1996)
- 러브 어페어 (1994)
- 핑크 캐딜락 (1989)
- 버터플라이 (1982)
- 풀 문 하이 (1981)
- 폭소 대소동 (1977)
- 지옥의 신디 케이트 (1973)
- 디멘시아 (1955)